# Centropyge vrolikii
Poisson-ange à écailles perlées
Espèce
Synonymes
- Centropyge vrolicki (Bleeker, 1853)
- Centropyge vroliki (Bleeker, 1853)
- Holacanthus vrolikii Bleeker, 1853

Statut de conservation UICN

 LC  : Préoccupation mineure
Centropyge vrolikii, communément nommé Poisson-ange à écailles perlées, est une espèce de poisson marin de la famille des Pomacanthidae.
Le Poisson-ange à écailles perlées est présent dans les eaux tropicales de l'Indo/ouest Pacifique.
Sa taille maximale est de 12 cm.